# Autonym
Autonym är ett begrepp inom botaniken. När en växt delas in i exempelvis underarter skapas automatiskt ett namn för huvudunderarten, typen. Detta kallas autonym och följs inte av auktorsbeteckning.
Exempel: När underarten Prunus padus subsp. borealis publicerades av Nyman skapades automatiskt namnet Prunus padus subsp. padus för huvudunderarten.

## Etnologi
Autonym är även ett begrepp inom språkvetenskapen och etnologi, som beteckning för en folkgrupps benämning på sig själva, i motsats till exonym, vad andra kallar dem. 